# Hra na schovávanou (Star Trek: Nová generace)
Hra na schovávanou (v anglickém originále Hide and Q) je jedna z epizod první sezóny seriálu Star Trek: Nová generace, která byla v České republice při své premiéře odvysílána jako jedenáctá v pořadí, zatímco ve Spojených státech jako desátá.

## Příběh
Hvězdná loď USS Enterprise D spěchá ke kvadrantu Sigma III, aby svým zdravotnickým vybavením poskytla pomoc obětem důlního neštěstí. Náhle je loď přinucena zastavit, objeví se před ní silové pole. Zábrana je zcela stejná, jako na jejich první misi, když potkali bytost Q. Ten se také po chvíli objeví na můstku, na sobě má slavnostní uniformu admirála Hvězdné flotily. Picard mu vysvětluje, že mají naspěch, je to ale marné. Q tentokrát zaměřil zvláštní pozornost na Rikera. Sdělí prvnímu důstojníkovi, že má pro něj velmi významný dar. Riker jej odbyde s tím, že nemají čas. Q mávne rukou a všichni z můstku zmizí, až na kapitána Picarda.
Riker, Tasha, Worf a Dat s Geordim byli přeneseni na neznámou zpustošenou planetu. Chvíli překvapeně zkoumají okolí. Brzy dole objeví bytost Q, tentokrát má na sobě uniformu francouzského polního maršála z napoleonských dob. Nabídne týmu občerstvení ve svém stanu a hovoří o hrách, které zde pro ně připravil. Worf odmítne nabízené pití ze slovy, že klingoni nikdy nepijí s nepřítelem. Riker žádá vysvětlení, Q po mnoha vytáčkách prozradí, že je to hra o přežití. Mezitím je kapitán Picard uvězněn na můstku, zjevně nikde nefungují počítače. Q se zjeví přímo na jeho křesle a začne kapitánovi vysvětlovat principy hry. Riker má být podroben zkoušce a Q mu za to nabídne skvělý dárek.
Dole tým objeví skupinu vojáků se zvířecími obličeji, také v napoleonských uniformách. Vojáci zaútočí, a Riker náhle mávne rukou a všichni jsou zpět na můstku. První důstojník dostal od Q jeho schopnosti. Q mu řekne, že nyní má moc ke splnění všech svých tužeb. Riker ale chce znát důvod jeho konání. Q Picard přikáže pokračovat v záchranné misi. Q vysvětlí, že chtěl přijít na kloub počátku vývoje lidstva. Bytosti jako Q se kdysi vyvíjely úplně stejně, jako lidé, jen rychlejším tempem, a postupně získali své neomezené schopnosti. Lidé tyto schopnosti podle něj nabydou o mnoho století později. Q zmizí z můstku a posádka se opět ocitne na neznámé planetě, ke všemu jsou neozbrojeni. Opět na ně zaútočí podivní vojáci, přitom usmrtí Wesleyho a Worfa. Riker jim svými schopnostmi vrátí život a opět všechny dostane na loď. Jejich mise pokračuje, Picard Rikerovi vyčte, že měl jako první důstojník nabídku Q odmítnout. Riker mu slíbí, že svou moc nebude používat.
Loď dorazí do kvadrantu Sigma, na povrch se přepraví záchranný tým. Obětí neštěstí je mnoho, Dat najde mrtvou holčičku, což přivádí doktorku Crusherovou k slzám. Riker vše sleduje, ale dítě neoživí, protože pamatuje na svůj slib kapitánovi. Na lodi pak Riker svolá schůzku důstojníků, kde ostatním vysvětluje svůj postoj. Objeví se tam Q, jenž namlouvá Rikerovi, že na jeho schopnosti všichni kolem žárlí. Navrhne Rikerovi splnit svým přátelům jejich nejtajnější přání.
Riker promění Wesleyho v dospělého muže a Geordimu daruje zrak. Data chce udělat člověkem, ale android jej odmítne. Worfovi nabídne na můstku klingonskou společnici. Worf ale míní, že je daná žena ze světa, který se pro něj již odcizil. Také Geordi s Wesleym odmítají a kapitán je potěšen. Když se pak Wesley nechá proměnit zpátky, Riker si vše uvědomí a cítí se hloupě. Je ale potěšen, že mohl svým přátelům alespoň na okamžik splnit jejich touhy.
Picard řekne Q, že se svými plány opět neuspěl. Připomene mu minulou sázku, ale Q se rozzlobí. Picard jmenuje všechny plané sliby Q od jejich první mise. Q pak prosí jiné bytosti z Q kontinua, aby mu poskytli ještě jednu šanci. Své druhy si ale rozhněval a za trest je odeslán zpět. Loď je opět funkční a všichni z posádky jsou jako předtím. Riker jednou provždy přišel o své schopnosti.